# Amyema benthamii
Amyema benthamii, vulgarmente conhecida como o visco-de-duas-folhas ou visco-de-entham, é uma espécie de planta com flores, uma planta hemiparasita epífita da família Loranthaceae, nativa da Austrália Ocidental e do Território do Norte da Austrália em floresta semi-árida. Esta espécie é nomeada em homenagem ao botânico inglês George Bentham que, entre 1863 e 1878, publicou Flora Australiensis, a primeira obra sobre a flora da Austrália.